# Batalla de Tolón
La batalla de Tolón o batalla del cabo Sicié fue un combate naval librado el 22 de febrero de 1744 frente a la costa francesa, cerca de Tolón, en el marco de la guerra de sucesión austríaca. Una armada combinada franco-española al mando de Juan José Navarro combatió contra la flota mediterránea británica bajo el mando del almirante Mathews en un combate de resultado indeciso. En la fecha de la batalla la armada británica dominaba el Mediterráneo occidental e impedía que desde España se enviasen refuerzos por mar al centro de Italia, donde España combatía contra austríacos y sardos. La principal fuerza naval española, 12 navíos al mando del almirante Juan José Navarro, se hallaba bloqueada en Tolón. Con la firma del Segundo Pacto de Familia entre Felipe V de España y Luis XV de Francia, este último país se comprometió a apoyar a España en la guerra. Una armada combinada franco-española se fue organizando en Tolón con el objetivo de arrebatar el control del Mediterráneo a los británicos.
Aunque la escuadra franco-española logró acabar con el bloqueo de Tolón por parte de los británicos, el resultado entre ambas escuadras fue indeciso, si bien los franco-españoles decidieron estratégicamente la batalla al conseguir por unos meses el dominio del Mediterráneo.
En la literatura inglesa la batalla es vista desde diferentes puntos de vista, desde desgracia nacional británica a combate indecisivo, derrota estratégica británica, fiasco o incluso en la literatura inmediata de la época como victoria menor británica.
Otras, inglesas también, hacen referencia a que los navíos españoles, al mando de Juan José Navarro, que sostuvieron el peso del combate por parte de la flota combinada, fueron derrotados, mientras que la mala comunicación entre el almirante Thomas Matthews y su segundo al mando, Richard Lestock, habría impedido que los británicos obtuvieran un triunfo completo. Otras fuentes inciden en que, tras siete horas de combate, la aparición de la escuadra francesa, que habría dejado de combatir contra la vanguardia británica, determinó la retirada de Matthews hasta retomar la persecución el día siguiente. El almirante británico fue sometido a un consejo de guerra por su actuación e inhabilitado para el mando. A pesar del resultado poco claro, la batalla fue celebrada como un triunfo en España. La principal consecuencia del combate, sin embargo, fue el fracaso de los planes franco-españoles de transportar tropas a Italia por mar, como apuntan algunas fuentes.
Otros autores, por el contrario, hablan de una victoria estratégica para los aliados franco-españoles, ya que Matthews dejó temporalmente el mar Mediterráneo occidental libre a los franco-españoles, que, aunque no pudieron trasladar al centro de Italia a los ejércitos del infante Felipe de España y el Príncipe de Conti como estaba previsto, aprovecharon para enviar algunos refuerzos y provisiones al mermado ejército de Jean Thierry du Mont, conde de Gages, mientras que Navarro, con diez navíos e izando su insignia en el Santa Isabel, realizó dos cruceros durante el verano, consiguiendo apresar algunos mercantes, hasta que una nueva escuadra británica de 21 navíos, bajo el mando de William Rowley le bloqueó en Cartagena, consiguiendo el dominio efectivo del mar durante el resto de la guerra y determinando de manera importante el resultado de la misma.

## Antecedentes

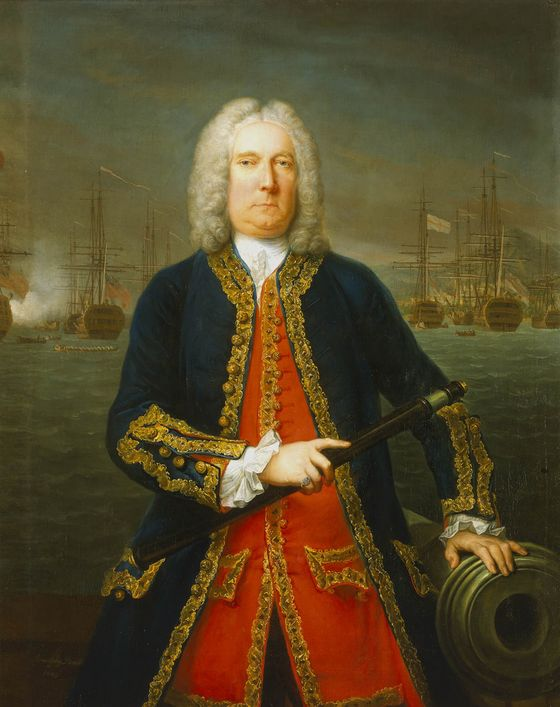
El almirante británico Thomas Matthews, por Claude Arnulphy, 1743.

El 25 de octubre de 1743 los monarcas Felipe V de España y Luis XV de Francia firmaron el Segundo Pacto de Familia. El monarca francés se comprometía a declarar la guerra a Gran Bretaña y al Reino de Cerdeña y a apoyar las reclamaciones territoriales españolas en Italia. En aquel entonces las campañas españolas en la región sólo podían progresar gracias al envío de tropas a través de la frontera francesa, pues la flota británica controlaba el Mediterráneo, mientras una escuadra española al mando del almirante Juan José Navarro —que debía apoyar las operaciones— se hallaba bloqueada en Tolón desde finales de 1742.
Los planes franceses consistían en transportar al centro de Italia un contingente de 30 000 hombres al mando de Luis Francisco I de Borbón-Conti, príncipe de Conti, y parte del ejército español a las órdenes del infante Felipe de España en el norte de Italia para enlazar con el ejército del Conde de Gages en los Estados Pontificios. Para poder llevar a cabo dicho plan era imprescindible neutralizar la flota británica del Mediterráneo, al mando del almirante Thomas Matthews. Éste, por su parte, comenzó a percibir la gran actividad que se llevaba a cabo en el puerto de Tolón y, a principios de enero de 1744, desplazó su base de Villafranca a Hyères.

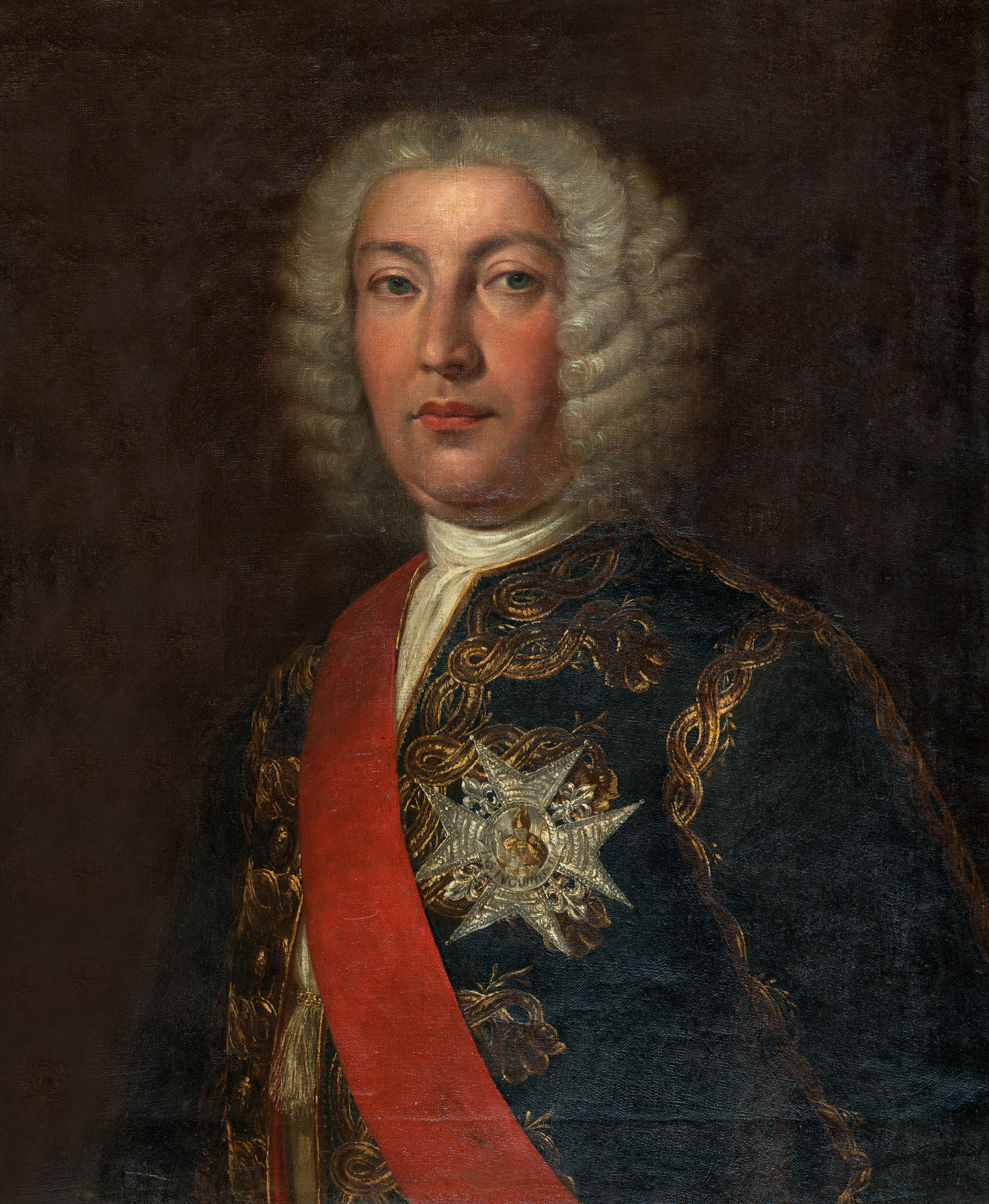
Retrato de Juan José Navarro de Viana y Búfalo. Obra de Rafael Tejeo, 1828.

La flota francesa se componía de 17 navíos de línea y tres fragatas al mando del almirante Claude-Élisée de Court de La Bruyère, un hombre anciano, pero vigoroso y flexible, mientras que la española disponía de 12 navíos de línea bajo el mando de Juan José Navarro, reputado por su actividad científica. De Court, que ostentaba el mando general, tuvo dificultades a la hora de organizar la flota combinada debido a los recelos existentes entre franceses y españoles. Para asegurar la cooperación de los navíos de éstos, de cuya eficiencia en combate tenía dudas, De Court propuso alternarlos con los franceses en la línea de batalla, pero Navarro se negó.
Dado que no existían hostilidades abiertas entre Francia y Gran Bretaña, De Court recibió órdenes de no abrir fuego contra la flota de Matthews a no ser que ésta lo hiciera primero. En caso de que los británicos no atacaran, los navíos españoles debían forzarlos a hacerlo, de manera que, ante la réplica británica, los buques franceses pudieran sumarse a la batalla para conseguir su objetivo de destruir la flota británica y hacerse con el dominio del Mediterráneo. Matthews, por su parte, temía que 21 navíos franceses, que estaban siendo alistados en Brest, intentaran reunirse con la escuadra franco-española en Tolón. No era el único problema que aquejaba a la flota británica, pues sus navíos estaban mal aprovisionados, en mal estado, y Matthews mantenía malas relaciones con su subordinado Richard Lestock.

## La batalla

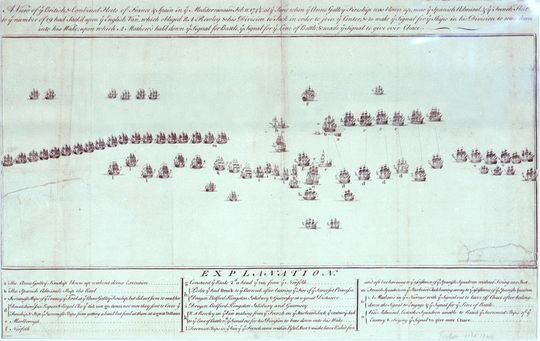
Grabado que representa las flotas franco-española y británica en la batalla de Tolón.

La flota franco-española zarpó de Tolón el 19 de febrero, navegando hacia el sur en una línea de batalla que se extendía a lo largo de seis millas, con 9 navíos franceses en la vanguardia, 6 franceses y 3 españoles en el centro, y 9 españoles en la retaguardia. De Court izó su insignia en el Terrible, de 74 cañones, mientras que Navarro hizo lo propio en el Real Felipe, de 114 cañones. La escuadra británica levó anclas al amanecer. El día 21 los 30 navíos británicos al mando de Matthews navegaban al este de la flota franco-española, maniobrando hacia el suroeste para aproximarse a la línea de batalla aliada. Matthews había dividido su flota en 3 divisiones: una vanguardia de 9 navíos al mando del contraalmirante William Rowley, un centro de 10 navíos bajo su mando directo y una retaguardia de 13 navíos al mando del vicealmirante Richard Lestock. La mañana del 22 de febrero, esta última división había quedado distanciada al menos a 7 millas del grueso de la flota, lo cual dejó a Matthews en inferioridad numérica frente a los franco-españoles.
Ambas flota navegaron en paralelo; los aliados borbónicos al oeste y los británicos al este, estando los primeros algo más avanzados. Pese a su ventaja, De Court, conforme a las órdenes recibidas, no atacó a la flota británica. Entonces, Matthews, viendo la inacción de Lestock, que no era capaz de reengancharse a la línea de batalla a pesar de sus llamamientos, dio la orden de ataque. Aunque las órdenes del almirantazgo recomendaban no hacerlo hasta que las dos flotas estuvieran alineadas, la decisión de Matthews fue correcta. A la una del mediodía, mientras la vanguardia franco-española se hallaba sin oponente, la vanguardia británica se batía con el centro francés y la división de Matthews hacía lo propio con la retaguardia al mando de Navarro. El momento parecía haber sido juiciosamente escogido, pues cinco navíos españoles, el Brillante, el San Fernando, el Halcón, el Soberbio y el Santa Isabel, habían quedado rezagados de la retaguardia, dejando al Real Felipe de Navarro con el apoyo de dos navíos, mientras otros tres seguían con los franceses.

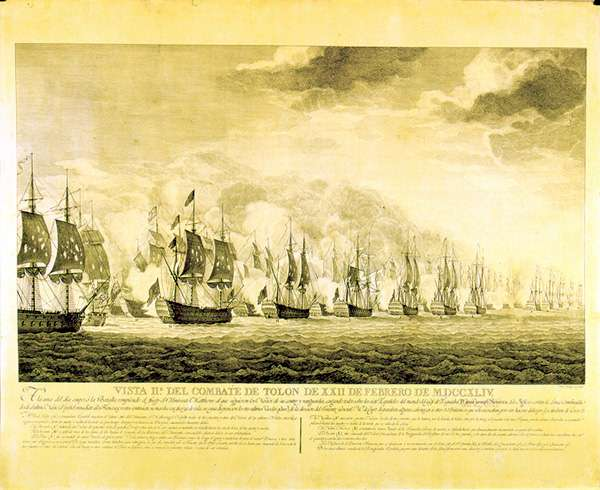
Las dos flotas en combate (ilustración de Mesa Diego, ca. 1796–1797).

La vanguardia franco-española, sin oponente, trató ganar el barlovento para doblar a la flota británica y ponerla bajo dos fuegos, pero la afortunada maniobra de tres capitanes británicos, los del Stirling Castle, el Warwick y el Nassau, que desobedeciendo órdenes mantuvieron sus posiciones, lo evitó. Entre tanto, Matthews, en el Namur, era apoyado por el Marlborough, que se cañoneaba con el español Santa Isabel, situado a popa del Real Felipe, y por el Norfolk, que hacía lo propio con el Constante. El Oriente, el América y el Neptuno apenas intercambiaron una salva con los navíos británicos y abandonaron su posición en la línea de batalla, dejando al Poder sólo enfrentándose a 4 navíos británicos. Esta acción fue muy criticada por el segundo capitán del Real Felipe, Lage de Cueilly, quien aseguró que la pérdida del Poder se debió a la defección de los tres navíos españoles.
Tras varias horas de combate, el Constante, puesto fuera de combate, también abandonó la línea. Desde el Real Felipe se dispararon varios cañonazos contra el navío para evitar su defección, pero fue en vano. El Norfolk, dañado en sus aparejos, no pudo perseguirlo. Lo mismo sucedió con el Hércules, que, severamente dañado, abandonó su posición, dejando al Real Felipe en solitario frente al Namur y al Marlborough. El Poder todavía permanecía en su lugar, enfrentándose a varios navíos británicos que actuaron con reluctancia y se contentaron con responder desde lejos a sus cañonazos. Sólo el capitán Hawke, del Berwick, actuó con decisión. La primera salva del navío británico causó 20 muertos entre la tripulación del Poder y le desmontó varios cañones. 20 minutos después, el capitán Rodrigo de Urrutia se rendía.

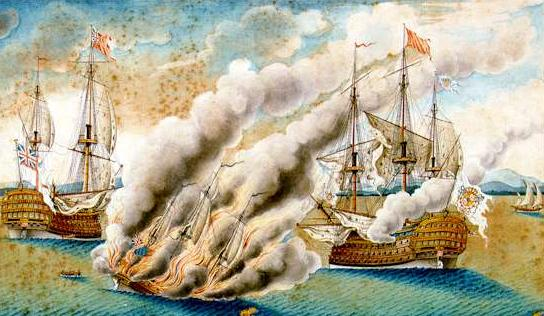
Combate entre el Real Felipe y el Namur cuando se le lanzó el brulote Ann Galley para incendiar el Real Felipe. Obra de José Manuel de Moraleda y Montero, 1783.

El combate entre el Namur y el Marlborough contra el Real Felipe dejó a estos dos últimos navíos seriamente averiados. A bordo del británico murieron 42 hombres, entre ellos su capitán, y resultaron heridos 121. El navío llegó a cruzar la línea franco-española, recibiendo múltiples impactos y siendo descrito posteriormente como "un perfecto naufragio". El Real Felipe quedó fuera de combate y prácticamente silenciado. Sus bajas ascendieron a 47 muertos, entre los cuales figuraba su capitán, Nicolás Gerardino, y 239 heridos, uno de ellos el almirante Navarro, cuya valentía los británicos reconocieron. La actuación del comandante español fue, sin embargo, controvertida, pues el segundo capitán del Real Felipe declaró que, pese a que las heridas del almirante eran de escasa consideración, este se refugió bajo cubierta dejando al navío sin gobierno. Esto fue corroborado a posteriori por diversos oficiales del Real Felipe.
Matthews, habiendo dejando al buque insignia español fuera de combate, ordenó preparar un brulote, el Ann Galley, para acabar con él, y despachó los botes y pinazas de su división a remolcar al Marlborough fuera de la línea. A las cuatro en punto, cuando el Ann Galley comenzó a aproximarse al Real Felipe, dos o tres navíos españoles del grupo rezagado llegaron junto al insignia y concentraron el fuego de sus cañones sobre el brulote británico. Desde el Real Felipe se puso a la mar una lancha llena de hombres para interceptarlo. Cuando la lancha se encontraba próxima al Ann Galley, el oficial al mando del brulote disparó una pistola contra los españoles. La pólvora se prendió y la embarcación voló por los aires.

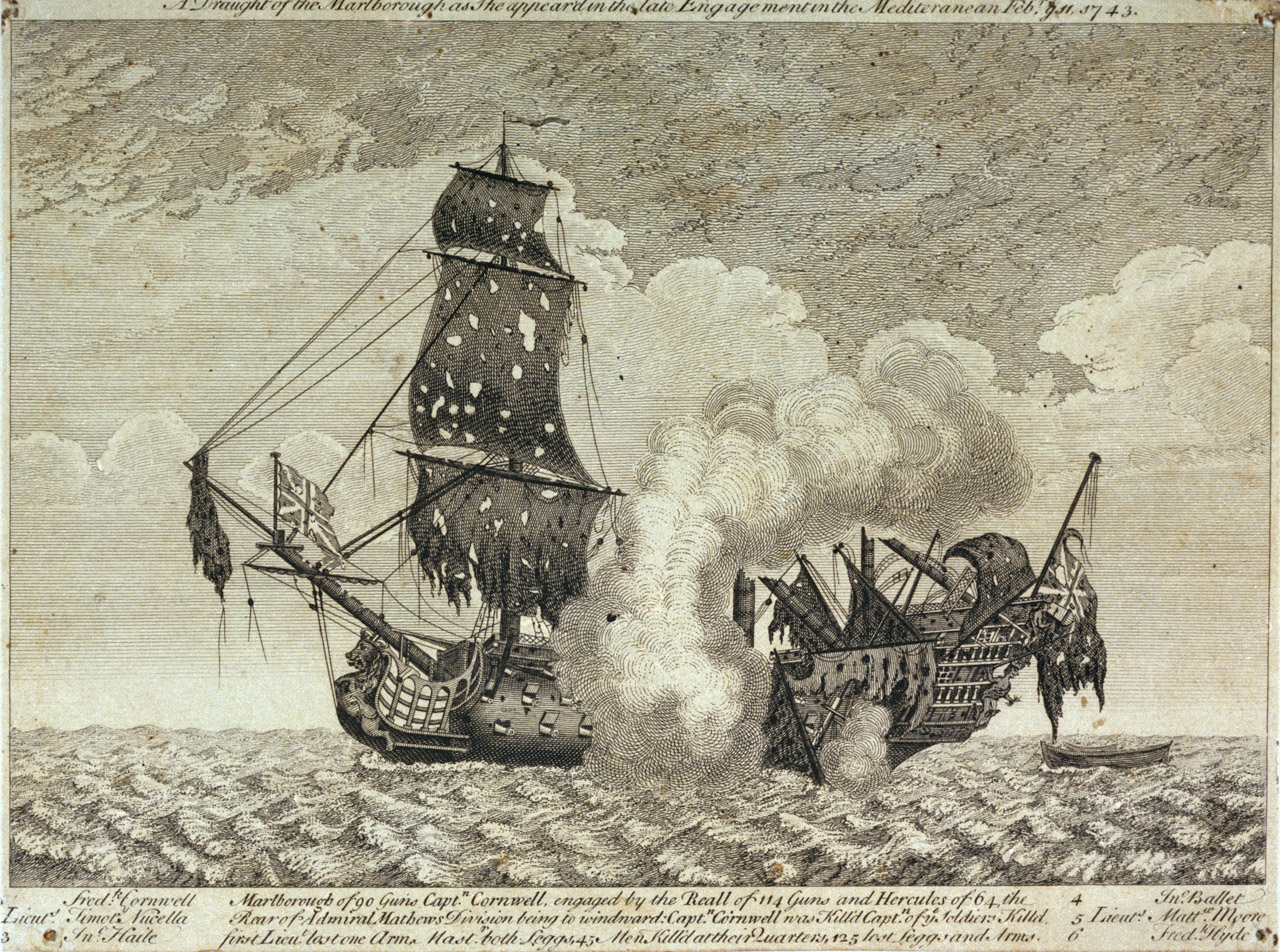
El HMS Marlborough después de la batalla, fuera de combate.

Viendo la difícil situación en la que se encontraban los españoles, De Court se dispuso a socorrerlos. El comandante francés se distanció de Rowley y se dirigió hacia el Real Felipe con sus navíos. Rowley ordenó a sus navíos continuar hostigando a los franceses para impedir que alcanzaran el centro británico, pero la maniobra francesa surtió efecto y el Real Felipe pudo escapar bajo la protección de los navíos de De Court. A las cinco en punto los británicos se distanciaron para reorganizar sus fuerzas y, a medida que se acercaba la noche, ambas flotas se separaron hasta una distancia de seis millas. El Poder, desmantelado e incapaz de seguir al resto de los navíos británicos, fue represado por varios buques franceses.
Al amanecer del día 23, la flota franco-española, reducida a 22 navíos efectivos, levó anclas y se dirigió al oeste. Matthews, de acuerdo con las ordenanzas de guerra, ordenó la persecución. En esta ocasión la flota británica formó a la perfección una línea de batalla, mientras que españoles y franceses se retiraron desordenadamente divididos en dos agrupaciones según la nacionalidad de los navíos. El español Hércules estuvo a punto de ser apresado por los británicos, pero la intervención de la escuadra francesa lo evitó. El Poder hubo de ser quemado ante la posibilidad de su represa por la vanguardia de Lestock. El día siguiente Matthews detuvo la persecución. Todo lo que podía conseguir era la captura del Real Felipe, llevado a remolque por la flota franco-española; una compensación menor que garantizar la seguridad de la costa italiana que tenía órdenes de proteger, de modo que Matthews reparó sus navíos en Mahón y prosiguió con su misión. Los navíos aliados fueron llegando a diversos puertos españoles, la mayoría de ellos a Cartagena.

## Consecuencias

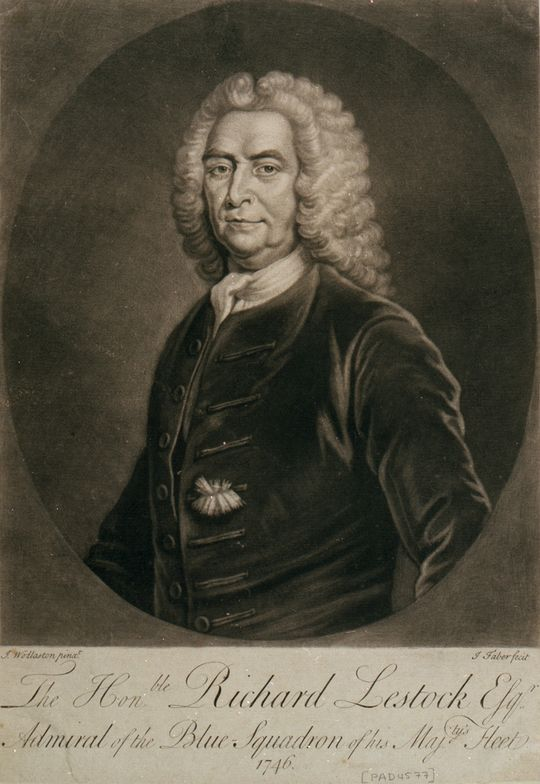
Richard Lestock. Obra de John Wollaston, 1746.

Aunque según los parámetros que estimó más aceptables, la opinión pública de Gran Bretaña consideró que la batalla había terminado victoriosamente para su flota, se mostró por otro lado muy insatisfecha, pues Matthews había desaprovechado la oportunidad de lograr un triunfo completo. En la literatura inglesa la batalla fue y ha sido vista desde diferentes puntos de vista, desde combate de resultado indeciso a un fracaso estratégico o un fiasco, o como una victoria menor.
En los meses que siguieron a la batalla, el almirante británico y Richard Lestock se enzarzaron en un intercambio de recriminaciones, acusándose mutuamente de haber impedido con sus acciones una victoria decisiva. Una larga serie de juicios navales se sobrevinieron para determinar quién había sido el responsable del fracaso de la flota británica a la hora de destruir a un enemigo peor comandado e inferior en número. Matthews resaltó la actitud pasiva de Lestock durante el combate, mientras este acusó al primero de carecer de coraje. El veredicto del tribunal fue muy controvertido y es tenido generalmente por injusto: Lestock fue absuelto de todos los cargos que pesaban sobre él mientras que Matthews fue declarado culpable por suspender la persecución y destituido.
La Corte española, en cambio, estaba exultante. Una escuadra española que llevaba dos años bloqueada en un puerto francés había conseguido escapar y regresar a España. A pesar de su indisciplina y de recibir mayores daños, los españoles habían combatido con coraje y conseguido batir a sus adversarios británicos a un empate virtual. Juan José Navarro fue nombrado Marqués de la Victoria por su particular triunfo. En cambio, el almirante De Court fue relevado de sus cargos a su llegada a Cartagena, lo cual, sumado a las acusaciones de varios capitanes españoles de un supuesto abandono por parte de los navíos franceses, llevó al segundo capitán del Real Felipe, Monsieur de Lage de Cueilly, a escribir su visión del combate. En ella defendía la actuación francesa y lamentaba la huida de varios navíos españoles, entre ellos el Neptuno, que llegó a Barcelona difundiendo no sólo que la escuadra francesa había abandonado a la española, sino que incluso había abierto fuego sobre ella.
El resultado de la batalla fue muy discutido en toda Europa. Mientras en poemas y romances españoles trataba de presentarse el combate como la victoria de 12 navíos españoles sobre 47 ingleses, y publicaciones modernas como la Revista de Historia Naval, publicada por el Ministerio de Defensa de España, hablan de "traición de nuestros aliados franceses", y de "aplastante e inesperada victoria"; el historiador naval español Cesáreo Fernández Duro, juzga lo siguiente sobre la acción:

«En puridad, éstos [los navíos españoles] rechazaron á los enemigos; más no habiéndoles tomado ni destruido ninguna de sus naves, no habiéndolos causado mayor daño del que recibieron, no sabiendo maniobrar como ellos, mal podrían considerarse vencedores. Es evidente que cortaron la línea los ingleses porque se les consintió verificarlo; el hecho de combatir con tres á cinco navios á cada uno de los nuestros indica que se hallaban separados, esto es, que no guardaban ni mantenían tal línea, expuestos á igual suerte que en la batalla de Cabo Passaro. Si por dicha no quedaron destruidos, á más no alcanzó su acción, honrosa en verdad; pero resistir no es vencer».

Los historiadores señalan que Francia no estaba oficialmente en guerra con los británicos en el momento de los acontecimientos, y que la escuadra española nunca habría podido salir de Tolón sin la presencia de la flota francesa.